# Буковец (Мукачевский район)
Бу́ковец (укр. Буковець) — село в Ждениевской поселковой общине Мукачевского района Закарпатской области Украины.
Население по переписи 2001 года составляло 598 человек. Почтовый индекс — 89114. Телефонный код — 3136. Занимает площадь 1,654 км². Код КОАТУУ — 2121581501.